# كريثيديا دو دوفين 2014
كريثيديا دو دوفين 2014 (بالإنجليزية: 2014 Critérium du Dauphiné)‏ هو سباق دراجات هوائية أقيم بتاريخ 8–15 يونيو 2014، تكون السباق من 8 مراحل وامتدّ لمسافة 1187.4 كم بسرعة 38.14 كم/س، استغرق السباق 31 ساعة 08 دقيقة 08 ثانية.